# M. Luke Ahmann

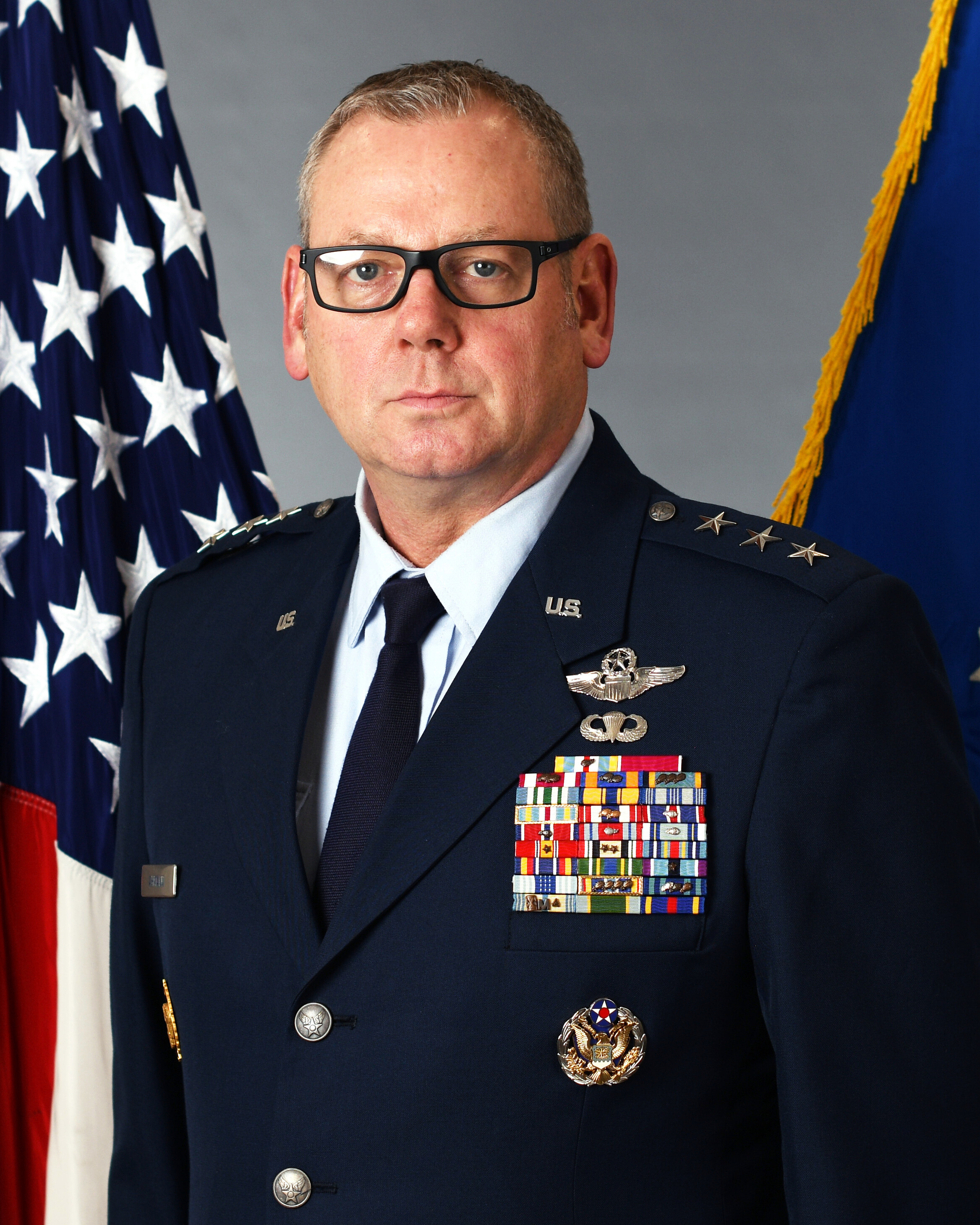
M. Luke Ahmann (2024)

Michael Lucas Ahmann (* um 1971) ist ein Generalleutnant der United States Air Force. Zurzeit (Mai 2025) kommandiert er die 1. Luftflotte.
Er ist ein Sohn von James H. Ahmann (1931–1993), der ebenfalls Generalleutnant der Luftwaffe war. Im Jahr 1993 absolvierte er die United States Air Force Academy in Colorado Springs. Nach seiner Graduation wurde er als Leutnant in das Offizierskorps der Air Force aufgenommen. In der Folge durchlief er alle Offiziersgrade vom Leutnant bis zum Drei-Sterne-General.
Im Lauf seiner militärischen Karriere absolvierte er verschiedene Kurse und Schulungen. Dazu gehörten unter anderem eine Ausbildung zum Kampfpiloten und weitere Fortbildungskurse als Pilot neuer Flugzeugtypen; die Squadron Officer School und das Air Command and Staff College jeweils über einen Fernkurs; der Air National Guard Commander’s Development Course auf der Andrews Air Force Base in Maryland; der Senior Leader Mission Generation Course auf der Maxwell Air Force Base in Alabama und der CAPSTONE General and Flag Officer Course der National Defense University in Fort Lesley J. McNair in Washington, D.C. Es folgten weitere Kurse und Schulungen. Zuletzt absolvierte er im Jahr 2024 den Combined Forces Air Component Commander Course auf der Maxwell AFB. Außerdem erhielt er akademische Grade von der Bentley University, der Harvard Kennedy School, dem Dartmouth College, der University of Tennessee, der University of Virginia, der University of North Carolina, Chapel Hill, der Syracuse University und dem Massachusetts Institute of Technology.
In seinen frühen Jahren als Offizier der Luftwaffe war er an verschiedenen Stützpunkten in den Vereinigten Staaten stationiert. Dazwischen absolvierte er die erwähnten Schulungen. Sein erstes größeres Kommando hatte er als Oberstleutnant zwischen Februar 2009 und April 2010, als er in South Burlington in Vermont die 134. Kampfstaffel kommandierte. Nach zwischenzeitlich anderen Verwendungen erhielt er später im Rang eines Obersts den Oberbefehl über die 158th Maintenance Group, die wieder in South Burlington ansässig war.
Es folgten weitere Verwendungen in verschiedenen Funktionen und Generalstäben. Zwischen Juli 2016 und Januar 2017 war er als Air Reserve Component Advisor auf der Al Udeid Air Base in Katar stationiert. In der Folge gehörte er unter anderem den Stäben des Hauptquartiers der Air Force, des National Guard Bureaus, des North American Aerospace Defense Command (NORAD) und des United States Northern Commands an.
Zwischen Juni 2021 und Dezember 2022 leitete Ahmann auf der MacDill Air Force Base in Florida die Stabsabteilung für Strategie und Planungen des United States Central Commands. Danach kehrte er zum Hauptquartier der Luftwaffe zurück, wo er zwischen Januar und August 2023 die Abteilung für Kapazitätenerweiterung (Capability Development) leitete. Danach übernahm er im Stab des National Guard Bueros die Leitung der Stabsabteilung für Programme und Bedarf (Programs and Requirements, National Guard Bureau). Dieses Amt bekleidete er bis zum August 2024. Danach verblieb er bis zum Oktober 2024 als Special Assistant to Chief im Stab des National Guard Bueros. Zwischenzeitlich war er vertretungsweise dessen stellvertretender Kommandeur.
Am 2. Oktober 2024 übernahm Luke Ahmann auf der Tyndall Air Force Base in Florida als Nachfolger von Steven Nordhaus das Kommando über die 1. Luftflotte. Gleichzeitig kommandiert er das dortige regionale Kontrollzentrum des NORAD. Diese Aufgaben nimmt er bis heute (Mai 2025) wahr.
Während seiner aktiven Zeit als Militärpilot absolvierte er über 2500 Flugstunden auf verschiedenen Flugzeugtypen.

## Daten der Beförderungen
| Abzeichen | Rang               | Jahr              |
| --------- | ------------------ | ----------------- |
|           | Second Lieutenant  | 2. Juni 1993      |
|           | First Lieutenant   | 2. Juni 1995      |
|           | Captain            | 2. Juni 1997      |
|           | Major              | 1. November 2001  |
|           | Lieutenant Colonel | 30. November 2005 |
|           | Colonel            | 3. April 2014     |
|           | Brigadier General  | 11. April 2019    |
|           | Major General      | 15. Juni 2023     |
|           | Lieutenant General | 2. Oktober 2024   |

## Orden und Auszeichnungen
Luke Ahmann erhielt im Lauf seiner militärischen Laufbahn unter anderem folgende Auszeichnungen:
- Defense Superior Service Medal
- Legion of Merit
- Meritorious Service Medal
- Air Medal
- Aerial Achievement Medal
- Joint Service Commendation Medal
- Air and Space Commendation Medal